# Lingua mandinka
La lingua mandinka è una lingua mandingo parlata in Gambia, Guinea-Bissau e Senegal

## Distribuzione geografica
Il mandinka è parlato in Africa occidentale da circa 1.300.000 individui, distribuiti tra Gambia (dove è l'idioma più diffuso), Senegal e Guinea-Bissau. Costituisce una delle varietà del macrolinguaggio mandingo, a sua volta parlato da quasi 5 milioni di individui, e caratteristico del gruppo etnico dei mandingo (chiamati anch'essi mandinka in Gambia). È piuttosto simile alle altre lingue mandinghe, di cui costituisce la varietà più occidentale, ma a differenza della maggior parte di esse, il mandinka non è una lingua tonale, ma usa invece un sistema di accenti.

## Sistema di scrittura
L'ortografia è basata sia sull'alfabeto latino che su quello arabo, anche se il secondo ha avuto una diffusione precedente e rimane più diffuso. 
Se sono usati i caratteri latini, c rappresenta il suono /t͡ʃ/, ŋ /ŋ/, e ñ /ɲ/; le lettere v, x, z, e q non sono utilizzate. Le vocali sono le stesse dell'italiano, e vengono raddoppiate per rappresentarne la lunghezza.
Il mandinka, come tutte le lingue mande, può essere scritto anche in caratteri N'Ko.